# Matucana krahnii
Matucana krahnii es una especie de planta fanerógama de la familia Cactaceae. 

## Distribución

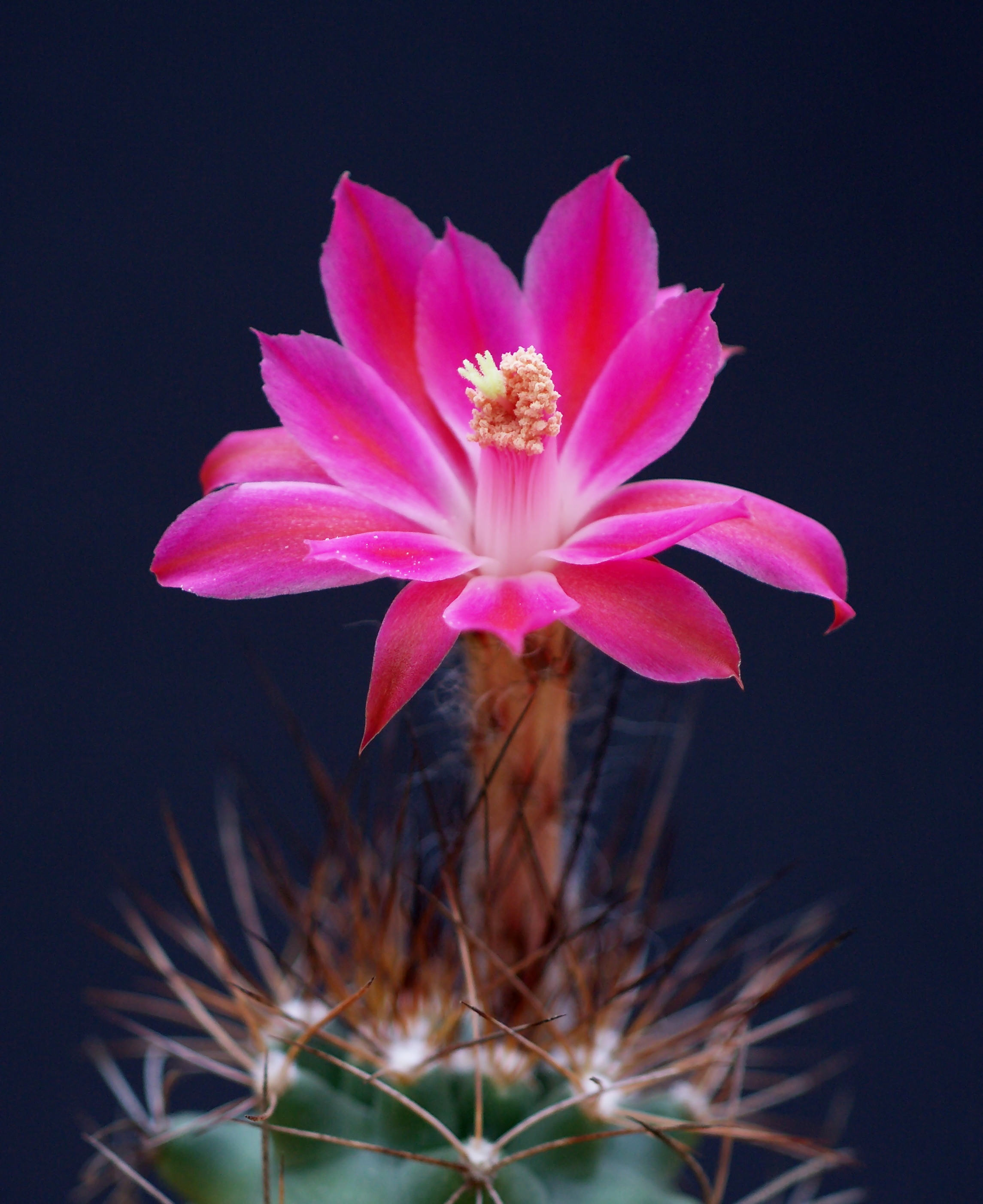
Flor

Es endémica de Amazonas en Perú. Es una especie común en lugares localizados.

## Descripción
Es una planta perenne carnosa, globosa-cilíndrica con las hojas de color verde armada de espinas y con las flores de color rojo.

## Taxonomía
Matucana krahnii fue descrito por (Donald) Bregman y publicado en Kakteen und Andere Sukkulenten 37(12): 253. 1986.
Etimología
Matucana: nombre genérico que fue nombrado por la ciudad de Matucana.
krahnii epíteto otorgado en honor del recolector de cactus alemán Wolfgang Krahn (* 1939).
Sinonimia
- Borzicactus krahnii
- Matucana calliantha